# Propsteiamt Johannesberg
Das Propsteiamt Johannesberg (später Centoberamt Johannesberg) war eine Gerichts- und Verwaltungseinheit des geistlichen Fürstentums Fulda und des Fürstentums Nassau-Oranien-Fulda.

## Geschichte

### Propsteiamt Johannesberg
Das Propsteiamt Johannesberg war ein fuldisches Amt, in dem der Propst der Propstei Johannesberg die Herrschaftsrechte anstelle des Abts ausübte, daher die Bezeichnung als Probsteiamt. Der Amtssprengel war kein geschlossenes Gebiet, sondern eine Reihe einzelner Besitzrechte. Dazu gehörten die Orte Engelhelms, Florenberg, Harmerz und Weimesmühle im Gebiet des Centoberamtes Fulda, die Orte Zell und Zirkenbach in der Gemeinde Kerzell sowie der Hof Geringshauf in der Gemeinde Hattenhof im Oberamt Neuhof und Teile von Lütter und das Dorf Ried im Amt Weyhers.
An der Spitze des Propsteiamtes stand der Propst. Vor Ort war ein Beamter eingesetzt, der die Aufgaben eines Amtmannes hatte, aber die Amtsbezeichnung Beamter trug.
Das Fürstentum Nassau-Oranien-Fulda entstand aufgrund des Reichsdeputationshauptschlusses 1803. In Bezug auf die Rechtsprechung und Verwaltung wurde mit der Landesherrlichen Verordnung die Ober= und Ämter betreffend vom 8. Januar 1803 eine Neuorganisation der bestehenden Ämter vorgenommen. Das Propsteiamt Johannesberg wurde aufgehoben und die Bestandteile den jeweilig umgebenden Ämtern zugeordnet.

### Centoberamt Johannesberg
Das Centoberamt Fulda wurde gleichzeitig um die Dörfer kapitularischer oder propsteilicher Gerichtsbarkeit im Gebiet des Centoberamtes Fulda erweitert. Da das Centoberamt Fulda mit den zusätzlichen Orten zu groß geworden war, wurde es geteilt. Der Fluss Fulda bildete die Grenze zum neu gebildeten Centoberamt Johannesberg. Das Centoberamt Johannesberg trug nun die Bezeichnung eines Amtes I. Klasse.

### Großherzogtum Frankfurt
1806 wurde das Fürstentum Nassau-Oranien-Fulda französisch besetzt und 1810 Teil des Großherzogtums Frankfurt. In der Franzosenzeit gehörte das Amt als Distriktsmairie Johannesberg zum Departement Fulda, an der Struktur änderte sich nichts (siehe hierzu Gerichtsorganisation im Großherzogtum Frankfurt). Insbesondere die Trennung der Rechtsprechung von der Verwaltung wurde nicht eingeführt.

### Nachgeschichte im Kurhessen
Gemäß der Schlussakte des Wiener Kongresses vom 9. Juli 1815 ging das Amt an das Königreich Preußen über. Dieses übertrug das Amt am 16. Oktober 1815 an das Kurfürstentum Hessen. Das Centoberamt Johannesberg wurde mit dem Centoberamt Fulda und der Hälfte des Amtes Bieberstein zum Landamt Fulda vereinigt. Gleichzeitig gab es einige Orte an das Amt Neuhof ab. Es bestand nun aus Allmus, Almendorf, Armenhof, Bachrain, Bernhards, Besges, Bieberstein, Böckels, Bronnzell, Dassen, Dietershan, Dietershausen, Dipperz, Dirlos, Dörmbach, Edelzell, Egelmes, Eichenzell, Elters, Engelhelms, Finkenhain, Florenberg, Friesenhausen, Giesel, Gläserzell, Gruben, Haimbach, Harmerz, Hattenroth, Hofbieber, Horas, Istergiesel, Johannesberg, Kämmerzell, Keulos, Kohlgrund, Kohlhaus, Külos, Künzell, Langenbieber, Lehnerz, Lüdermünd, Maberzell, Margretenhaun, Melters, Melzdorf, Mitterode, Neuenberg, Niederbieber, Niederrode, Niesig, Oberrode, Petersberg, Pilgerzell, Reinhards, Rex, Rodges, Rönshausen, Sickels, Steens, Steinau, Steinhaus, Stöckels, Tiefengruben, Traisbach, Weihershof, Welkers, Wiesen, Wissels, Wisselsrod, Wolferts, Zell und Zirkenbach.
Die Größe des Landamtes Fulda wurde als Mangel angesehen. Durch Bekanntmachung vom 28. September 1818 wurde das Amt geteilt. Es entstand ein getrenntes Amt Bieberstein. Dieses Amt umfasste: Allmus, Almendorf, Böckels, Dietershausen, Dipperz, Dirlos, Dörmbach, Egelmes, Elters, Friesenhausen, Gruben, Hofbieber, Keulos, Kohlgrund, Jülos, Langenbieber, Margretenhaun, Melzdorf, Niederbieber, Rex, Steens, Steinau, Steinhaus, Traisbach, Weihershof, Wiesen, Wissels, Wisselsrod, Wolferts.
1822 wurde die Trennung der Rechtsprechung von der Verwaltung vorgenommen. Die Verwaltungsfunktionen gingen auf den Kreis Fulda über, die Gerichtsfunktion auf das Justizamt Fulda.